# Tschechowskaja

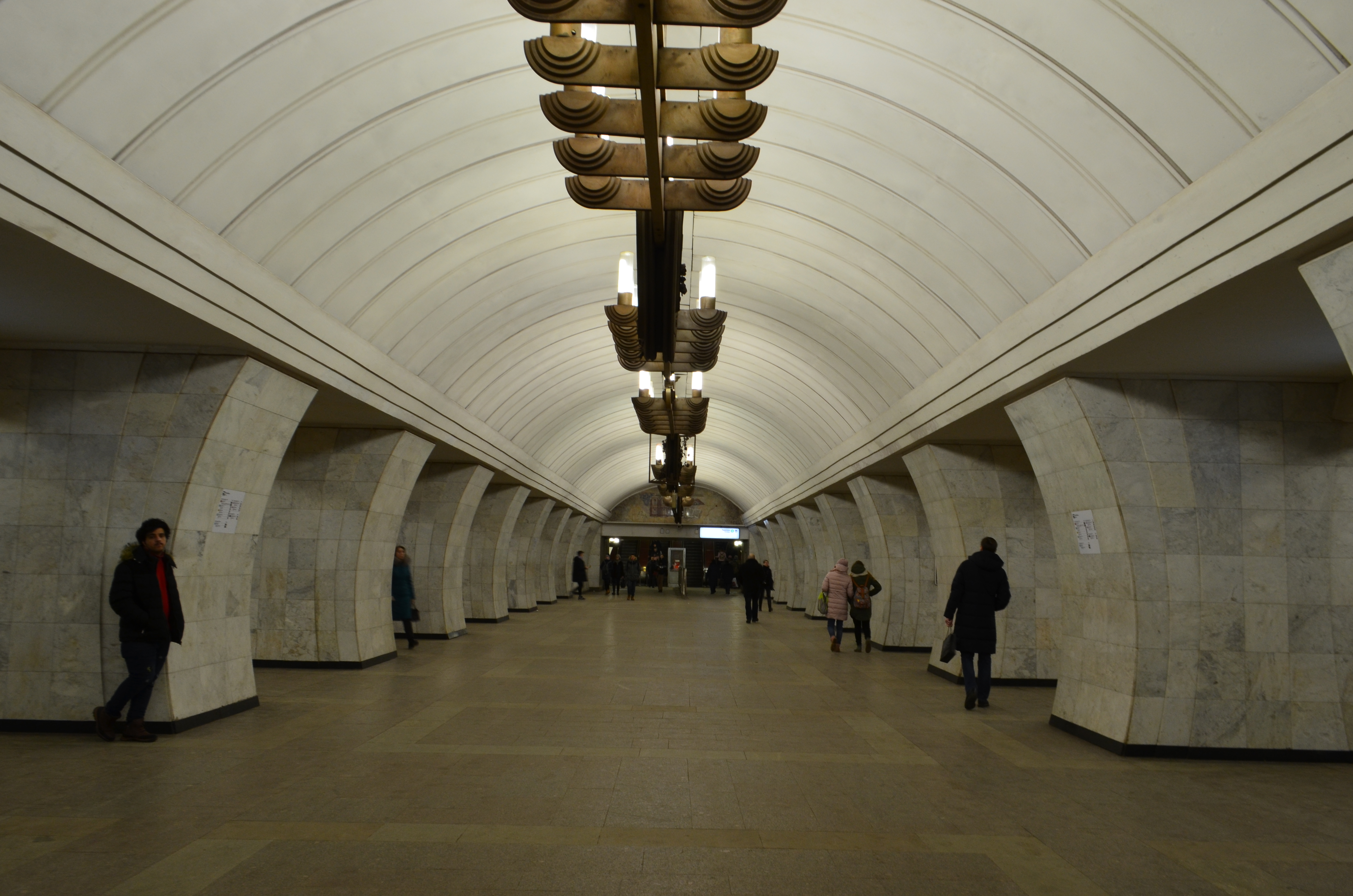
Tschechowskaja

Tschechowskaja (russisch Че́ховская (Ausspracheⓘ), wiss. Transliteration Čechovskaja) ist ein U-Bahnhof der Metro Moskau im Moskauer Stadtzentrum. Er wurde am 31. Dezember 1987 im Rahmen der Verlängerung der vier Jahre zuvor in Betrieb genommenen Serpuchowsko-Timirjasewskaja-Linie (auch „Linie 9“ oder „graue Linie“) eröffnet und war bis zur weiteren Verlängerung der Linie, die exakt ein Jahr später erfolgte, ihre nördliche Endstation.
Der Name des U-Bahnhofs wurde zu Ehren des berühmten Autors Anton Tschechow gewählt, da in der Nähe der Station auch eine nach Tschechow benannte Straße, in der dieser zeitweise wohnhaft war, verlief (1990 erhielt diese Straße jedoch ihren historischen Namen Malaja Dmitrowka (russ. Малая Дмитровка) zurück).

## Allgemeine Beschreibung
Aufgrund seiner zentralen Lage und der Umsteigemöglichkeit zu zwei weiteren U-Bahnhöfen gehört Tschechowskaja zu den wichtigsten Metrostationen im Zentrum Moskaus, obgleich der Bahnhof selbst nur einen einzigen Ein- bzw. Ausgang hat. Dieser befindet sich auf dem Boulevardring in der Nähe dessen Kreuzung mit der Twerskaja-Straße. Das Eingangsvestibül des Bahnhofs führt in eine Fußgängerunterführung mit zwei Ausgängen beidseitig des Boulevardrings; über den nördlichen gelangt man auf den Puschkin-Platz (Пушкинская площадь), der südliche Ausgang der Unterführung ist in das Redaktionsgebäude der Zeitung Moskowskije Nowosti eingebaut. In zwei bis drei Gehminuten vom südlichen Unterführungszugang befindet sich an der Twerskaja-Straße, fast an deren Kreuzung mit dem Boulevardring, der Feinkostladen Jelissejew, geht man weiter in Richtung des Stadtkerns, erreicht man nach etwa fünf Minuten den Twerskaja-Platz (Тверская площадь) mit dem Denkmal für Großfürst Juri Dolgoruki gegenüber dem alten Stadthaus.
Der U-Bahnhof ist Teil eines Umsteigeknotens aus insgesamt drei Bahnhöfen: Hier kreuzt sich die Serpuchowsko-Timirjasewskaja-Linie mit der Samoskworezkaja- und der Tagansko-Krasnopresnenskaja-Linie mit den beiden U-Bahnhöfen Twerskaja (eröffnet 1979) und Puschkinskaja (eröffnet 1975). Von der Bahnsteighalle der Tschechowskaja gelangt man in den Bahnhof Puschkinskaja via Übergang, zu dem Treppen in der Mitte der Halle führen. Zum Übergang zur Twerskaja führen Rolltreppen am südlichen Bahnsteigende, während es zum Ausgang über eine Treppe am nördlichen Ende der Bahnsteighalle (und anschließend wiederum über Rolltreppen) geht.
Die Station Tschechowskaja befindet sich 62 Meter tief unter der Erdoberfläche und gehört damit zu den am tiefsten angelegten U-Bahnhöfen Moskaus. Eine Besonderheit ist auch, dass die Bahnsteighalle vom Ausgang durch drei aufeinanderfolgende Rolltreppenläufe getrennt ist (davon ein nur wenige Meter kurzer, der die Schalterebene mit der Unterführung unter dem Boulevardring verbindet).

## Architektur
Die Bahnsteighalle weist eine den anderen U-Bahnhöfen im Zentrum Moskaus ähnliche Grundkonstruktion auf, bestehend aus einem breiten Mittelbahnsteig, der durch zwei parallele Pylonenreihen in drei Teile getrennt wird. Die Pylonen weisen eine weißmarmorne Verkleidung auf, der Fußboden besteht aus hellgrauen Granitplatten. Am interessantesten gestaltet sind die Wände über den Gleisen: Hier wurden auf bunten Marmorplatten in regelmäßigen Abständen je 16 Mosaikmuster aus verschiedenfarbigen Mineralen aufgetragen, die – in Anlehnung an den Bahnhofnamen – allesamt Motive aus den bekanntesten Werken Tschechows darstellen.